# 6313 Tsurutani
6313 Tsurutani este o planetă minoră (asteroid) din centura de asteroizi. A fost descoperită pe 14 septembrie 1990 la Observatorul La Silla de Henri Debehogne și a fost numită după Bruce T. Tsurutani⁠(d). 
Obiectul prezintă o orbită caracterizată de o semiaxă mare de 2,1933247 UAi, o excentricitate de 0,06, o înclinație de 5,15544 ° în raport cu ecliptica.